# Murata Seifu
Murata Seifu (村田 清風, Murata Seifū, 26 mai 1783-9 juillet 1855) est un samouraï japonais, karō du clan Chōshū et important réformateur économique de la période Edo.